# Emerik Bernard
Emerik Bernard (* 22. September 1937 in Celje, Jugoslawien; † 2. April 2022) war ein jugoslawischer bzw. slowenischer Maler und Hochschullehrer.

## Werdegang
Er studierte von 1960 bis 1968 an der Kunstakademie Ljubljana. Dort lehrte er seit 1985 als Dozent, seit 1990 als Assistenzprofessor für Zeichnen und Malen.
Nachdem er zunächst mit Collagen aus Abfällen begonnen hatte, widmete er sich der modernen Landschaftsmalerei, die er vorwiegend in Istrien betrieb. Werke Bernards wurden 1986 auf der Biennale di Venezia ausgestellt. 1997 erhielt er den Prešeren-Preis. Im Jahr 2001 wurde er außerordentliches, 2007 ordentliches Mitglied der Slowenischen Akademie der Wissenschaften und Künste.